# Telefonkészülék

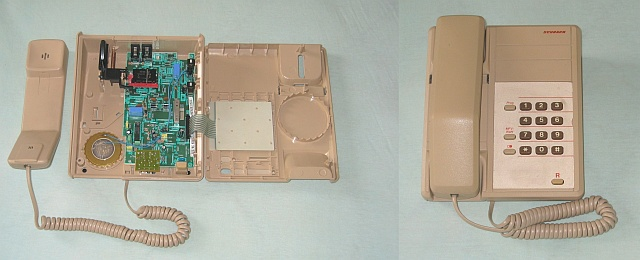
Asztali, vezetékes telefonkészülék (a bal oldalon szétszedett állapotban)

A telefonkészülék – mára már a magyar köznyelvből kikopott nevén távbeszélő – olyan távközlő eszköz, amely a hangot a készülék mikrofonjának segítségével elektromos jelekké alakítja át és azt különböző módon nagy távolságra továbbítva a telefonkészülék hangszórójával újra hallható hanggá alakítja.
A telefon lehetővé teszi, hogy emberek egymással olyankor is tudjanak beszélgetést folytatni, amikor esetenként hallótávolságon kívül tartózkodnak. Ennek természetesen feltétele, hogy mindkét fél rendelkezzen olyan készülékkel, amely a telefonhálózathoz van csatlakoztatva. A telefon ma az emberek közötti személyes kommunikáció egyik alapvető és meghatározó eszköze.

## Története

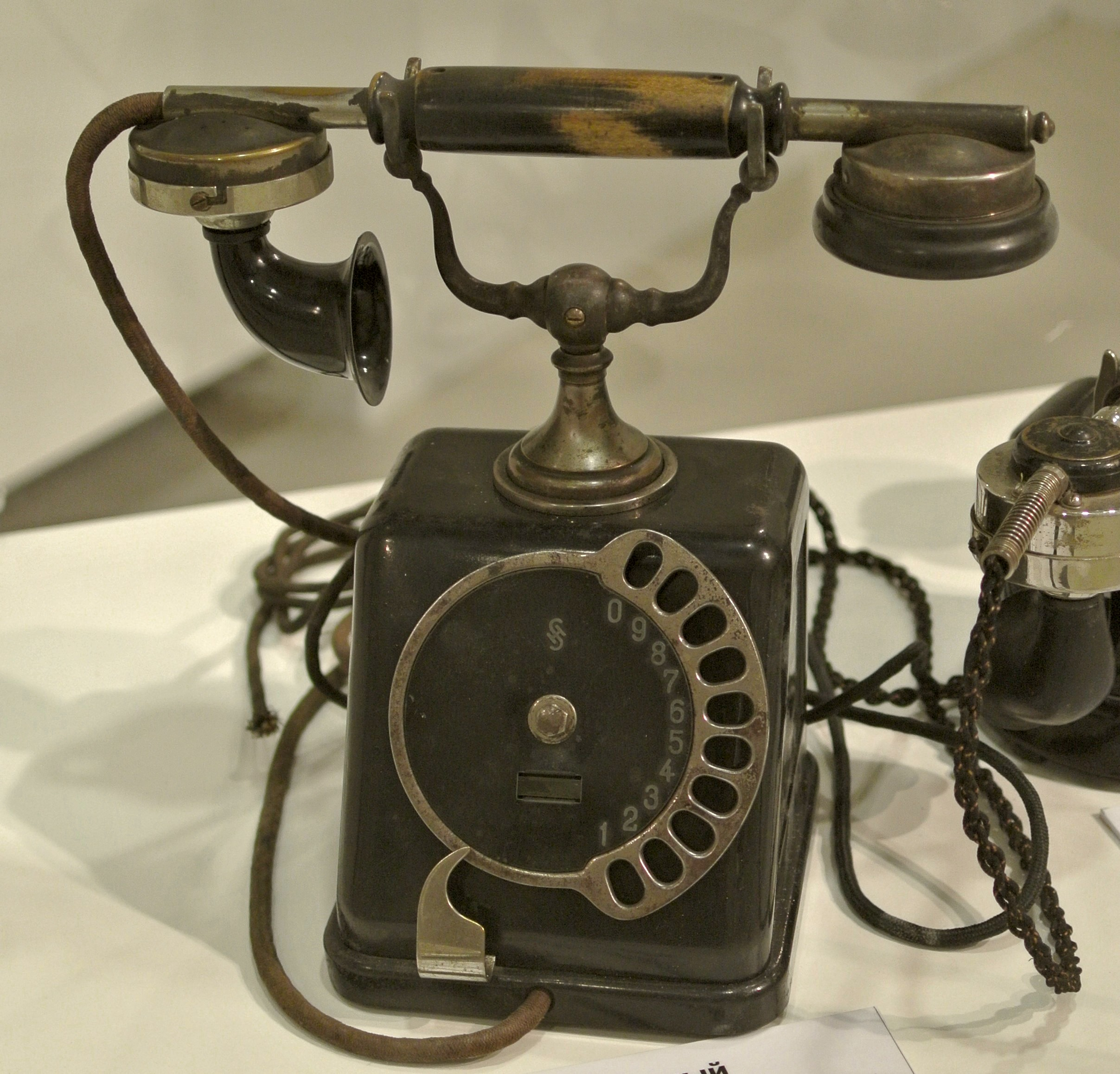
A német Siemens & Halske cég hattyúnyakú telefonkészüléke 1910-ből. A hattyúnyakú telefonok a Bell készülékek után terjedtek el induktoros, tárcsa nélküli és tárcsás kivitelben. Magyarországon alig használták

Legtöbben úgy tudják, hogy Alexander Graham Bell találta fel, majd építette meg az első telefont 1876-ban, az amerikai Massachusetts államban. Rajta kívül voltak még sokan mások, akik rendkívül fontosak voltak a telefon kifejlesztésében. Az alapokat Morse találmánya, a távíró fektette le, ez volt ugyanis az első, elektromos jeleket továbbító hálózat. 1854-ben Charles Bourseul belga származású francia mérnök felvetette annak lehetőségét, hogy hangot is lehetne valahogy a hálózaton továbbítani. Szintén ebben az időszakban kísérletezett még Johann Philipp Reis és Elisha Gray is. Bell egy olasz bevándorló, Antonio Meucci nyomdokain indult el. Amit Meucci 1874-ben anyagi nehézségek miatt nem tudott jogi védelem alá helyezni, azt két évvel később Bell szabadalmaztatatta. Meucci emléke mégsem merült feledésbe. 2002-ben az Egyesült Államok képviselőháza nyilatkozatot fogadott el, melyben az olasz feltalálót ismeri el a telefon feltalálójaként. Végül Bell és az ő csapata építette meg a telefont, ami végül 1876 után Bostonból kiindulva meghódította a világot.
Nem sokkal később, 1878-ban feltalálták a szénporos mikrofont, amely jelentősen javított a hang minőségén.
1888-ban Almon Strowger feltalálta és megépítette az első automata telefonközpontot.

## Fajtái
A készülékek csoportosítása többféleképpen lehetséges.
- Vezetékes telefonok
  - nyilvános
  - nosztalgia
  - személyzethívó (pl. az ebédlő és a konyha között)
  - kezelői
  - ISDN telefon
  - IP-telefon
- Hordozható (vezetékes, de hordozható kivitelű)
  - vizsgáló
  - tábori (főleg a katonaság használja)
  - vezeték nélküli (rádióhullámokkal) korlátozott helyen (például lakásban) működő
- Rádióhullámokkal működő
  - rádiótelefon
  - mobiltelefon
  - műholdas (Thuraya, Inmarsat, Iridium (Globális)
- Egyebek
  - kaputelefon
  - áltelefon

Más csoportosításban asztali, fali (falra szerelt) és egységes (használható asztalon és falon is) készülékek ismertek. A legtöbb készülékház fából, fémből, bakelitből vagy másféle műanyagból készül.
A telefonok a mikrofontáplálás módja szerint lehetnek helyi vagy központi teleptáplálásúak. Ennél a csoportosításnál rendszerint az angol rövidítéseket használják (LB: helyi telep, CB: központi telep).

## A készülék
A készülék feladata, hogy egy mikrofonnal elektromos jellé alakítsa a hangot, ezt a jelet – esetleges további átalakítások, például tömörítés, kódolás stb. után – a hálózatra kiküldje és az onnan vett jelet egy hangszórón keresztül a használóhoz eljuttassa. A Bell-féle kísérleti telefon mindössze egy hallgatóból állt. A membrán átvette a hang rezgéseit, rezgése következtében az állandó mágnes erővonalait elmetszette. A tekercsben létrejött indukciós áram a másik készülék tekercsén át záródott. Ott megváltoztatta az állandó mágnes erőterét, a membrán az adókészülék ütemében mozgott. Már Bell is kísérletezett külön mikrofonnal (folyadékos mikrofon), de a megoldást ezek alapján Hughes, Hunnings és Edison szénmikrofonjai jelentették.
A szénporos mikrofon külön áramellátást igényelt. Kezdetben elemeket alkalmaztak a készülék mellett, ez a helyi telepes rendszer, angol rövidítése LB. A hallgatót és a mikrofont transzformátorral választották szét. A csengetést induktorral (kis kézi áramfejlesztő) oldották meg. Mivel a csengetés és a beszéd közös vezetéken volt, a két funkciót átkapcsolóval választották szét. Alapállapotban a hallgató (később kézibeszélő) az átkapcsolóra, közismert nevén villára nehezedik. A kapcsoló a vonalat a csengőre és az induktorra kapcsolja. Beszéd közben a hallgató már kézben van, ekkor a kapcsoló a vonalat átteszi a csengőről a transzformátor felé.

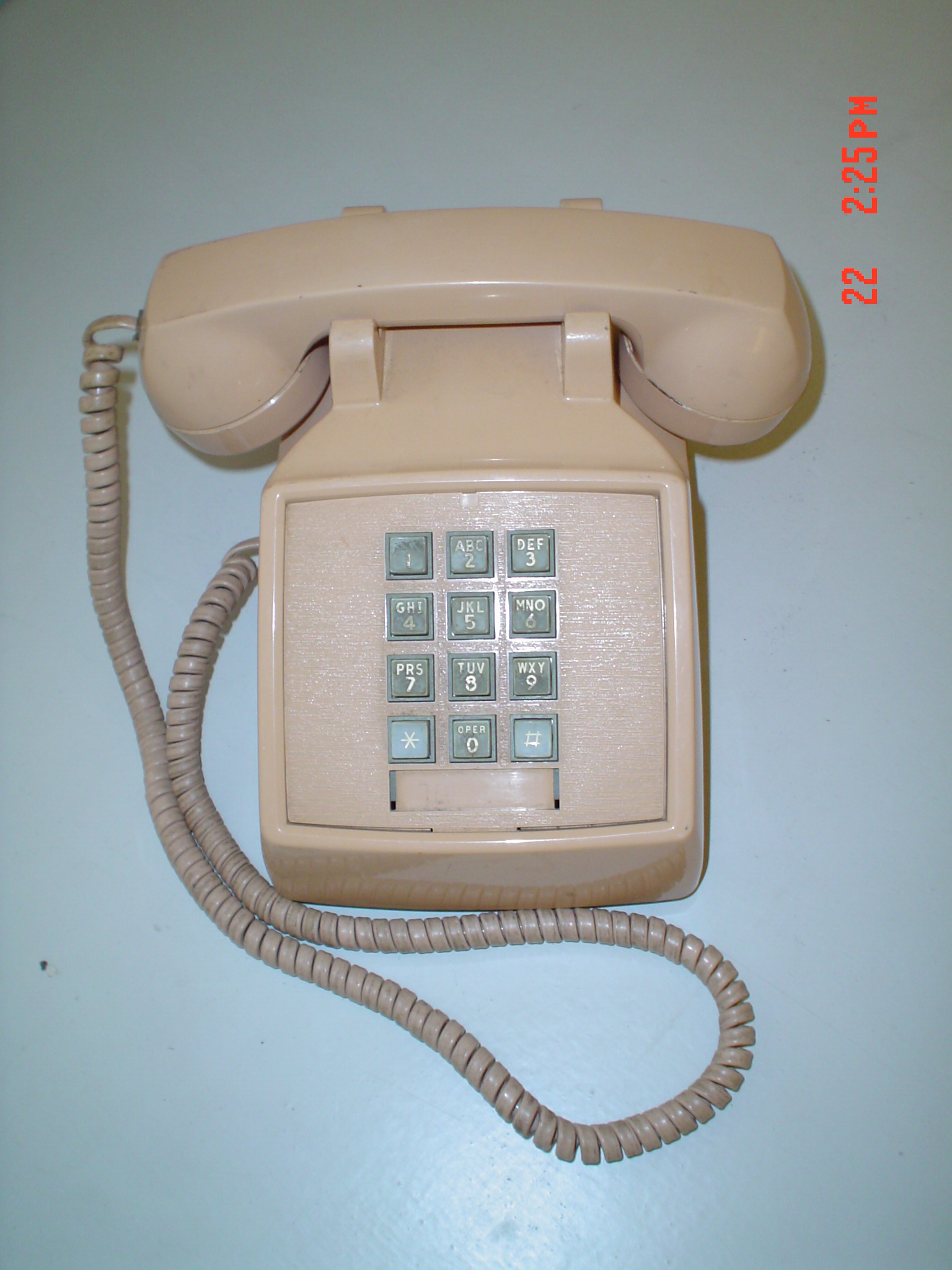
Nagy sorozatszámban gyártott nyomógombos műanyagházas asztali telefonkészülék (USA)

Sok gondot okozott a telepek rendszeres cseréje. Amerikai találmány a közös telep, angol rövidítése CB. Egy nagy telepet a telefonközpontban helyeztek el, a teleptáplálás a vonalon át érkezik a mikrofonhoz. A készülékben a mikrofont a transzformátor vonali oldalára helyezték. Az induktor fölöslegessé vált. A csengő az egyenáramot átengedi, ezért a csengővel sorban egy kondenzátort helyeztek el. A kézibeszélő felemelésekor a kapcsoló átvált, a mikrofon teleptáplálást kap. A telefonközpontban ebbe az áramkörbe valamilyen érzékelőt (pl. lámpát) szereltek, ami jelezte, hogy a kézibeszélőt felvették. A központkezelő belépett a vonalába és kapcsolt.
Az automata központokban egy jelfogó az érzékelő. A központ tárcsahangot ad, mellyel jelzi, hogy várja a számokat. Ezért van szükség tárcsára, korszerűbb változatában nyomógombkészletre.

### Magyar készülékek
Az első telefonközpontokhoz az Egyesült Államokból hoztak készülékeket, de hamarosan ezek magyar műhelyekben is készültek.

#### Helyi telepes készülékek
A Horthy-korszakig a Posta fadobozos fali készülékeket szabványosított, valamint volt az ún. mágnestalpas telefon, amely csengő nélkül készült az Ericsson-készülék alapján. 1924-től gyártották az LB-24-et, amely fémdobozos és asztali-fali készülék volt. Az LB-37-es és LB-55-ös asztali, bakelitházas (1937-től, ill. 1955-től).

#### Központi telepes készülékek

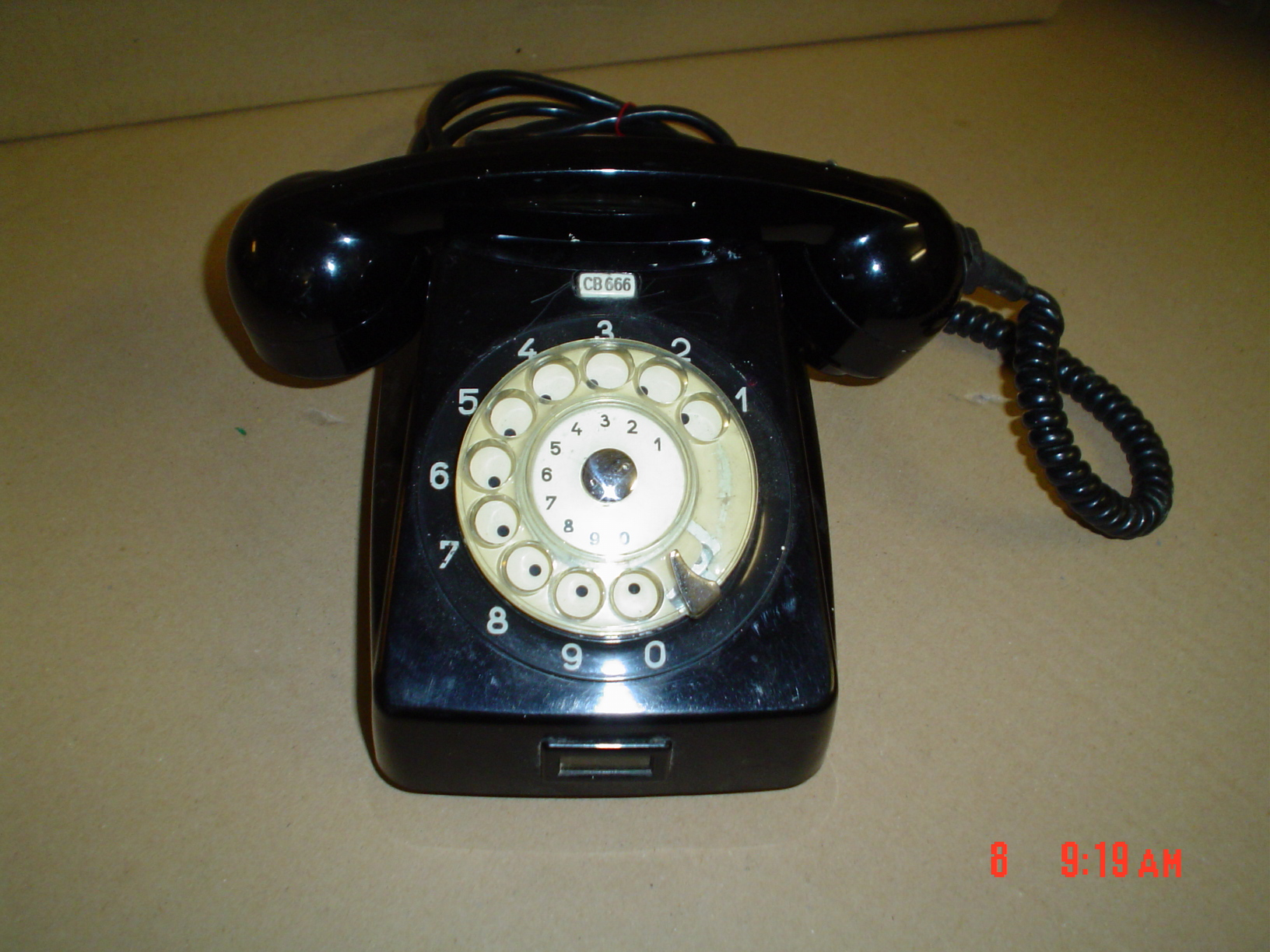
CB 666 készülék, alig volt forgalomban, a CB 667 (csak a belseje más) nagy szériája kiszorította

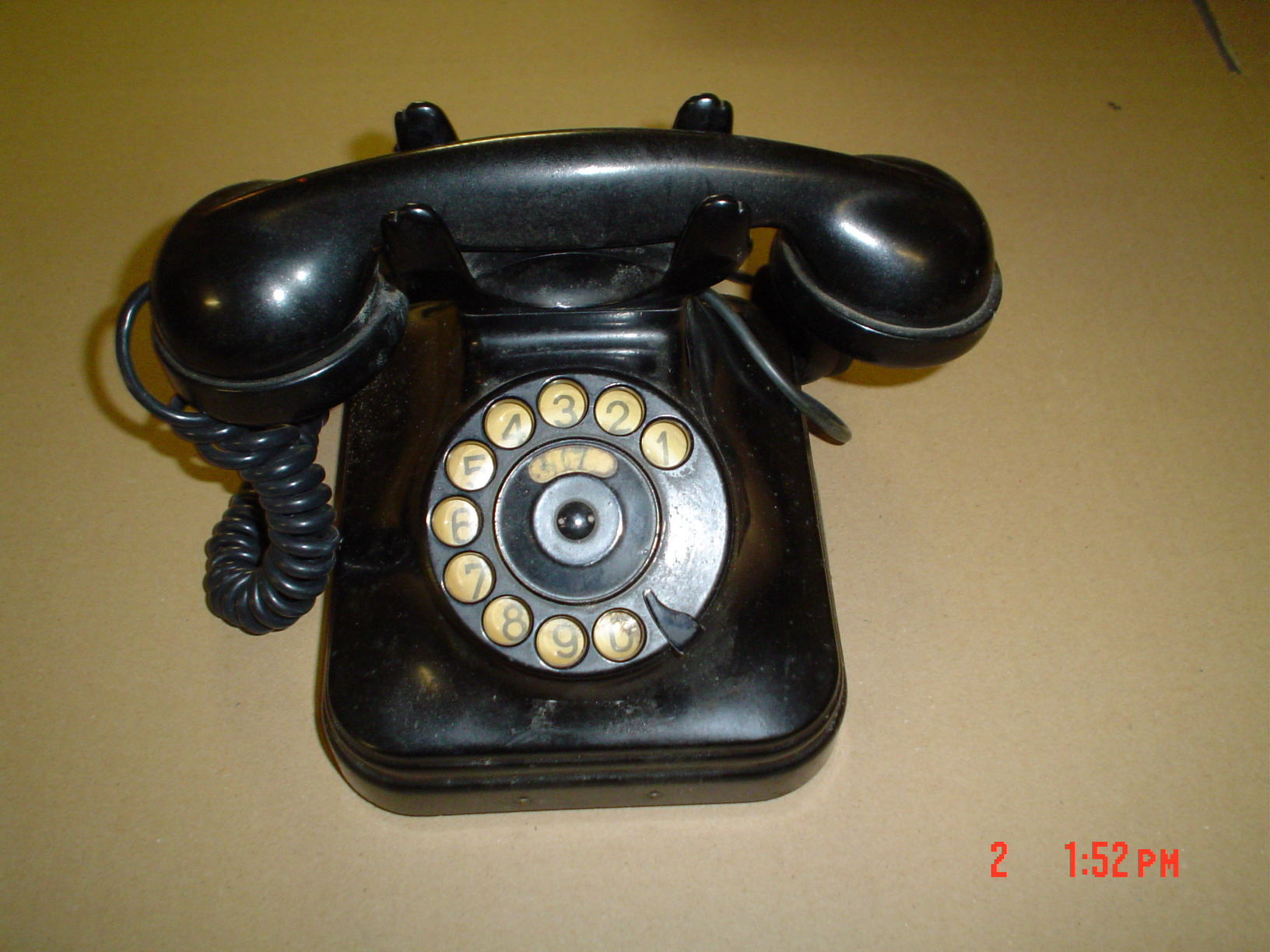
CB 35 bakelitházas asztali tárcsás földnyomógomb nélküli készülék

Kezdetben ugyancsak fali fadobozos készülékek voltak, 1924-től a fémdobozos, már kézibeszélős CB-24 volt szabványosítva (Kabos Gyula ilyen telefonokon beszélt). Jobb hangminőséget garantált a CB-35 és CB-555 általában fekete bakelit készülékházban (önhangcsökkentő kapcsolással). A CB 667 színes, könnyen törő plasztik készülék volt. Kis szériában volt forgalomban az alumíniumházas CB-47 és az első nyomógombos műanyagházas CB-76. Ezután következett a CB-81 és ennek alfajai lapos, törhetetlen színes, műanyag kivitelben.
Ezután nagy szériájú szabványkészülékeket nem gyártottak, amik voltak, azokat kiszorították a bécsi és szingapúri telefonok.

## Érdekességek
Szellemes versike a Borsszem Jankó élclapban, a 19. század végi telekommunikáció kapcsán, a telefonközpontban dolgozó kapcsolószemélyzet – a telefonoskisasszony felmagasztalása. Benne számos korabeli távközlési sajátosság és szakkifejezés.
Egy m. kir. postai- és távíró szerelmi vallomása
Szőkehaju kis lány, szűm isteni szépe,
Okleveles angyal, távbeszélő Hébe:
Híved vagyok én már szárazon és vizen –
A te csengő hangod behállózta szivem.
Nem ám telefónon, hanem szemtől-szembe
Siess pillantani kopogó szivembe,
Amely Morsé-gépként kalapál szünetlen
Mióta bájodnak csodálója lettem.
Villamos-vezeték mért is nincs közöttünk
Mely – ha háborogna bár az ég fölöttünk –
Dehogy romolnék meg valami egyhamar;
Sohse volna köztünk czudar vonalzavar.
Mint Hughes-gép a te dupla működésed,
Mely egyszerre ad s vesz: olyan ölelésed.
El ne hagyjuk egymást, akármit is tesznek,
Miglen e világból csak le nem csöngetnek!